# كومبي كوبيه

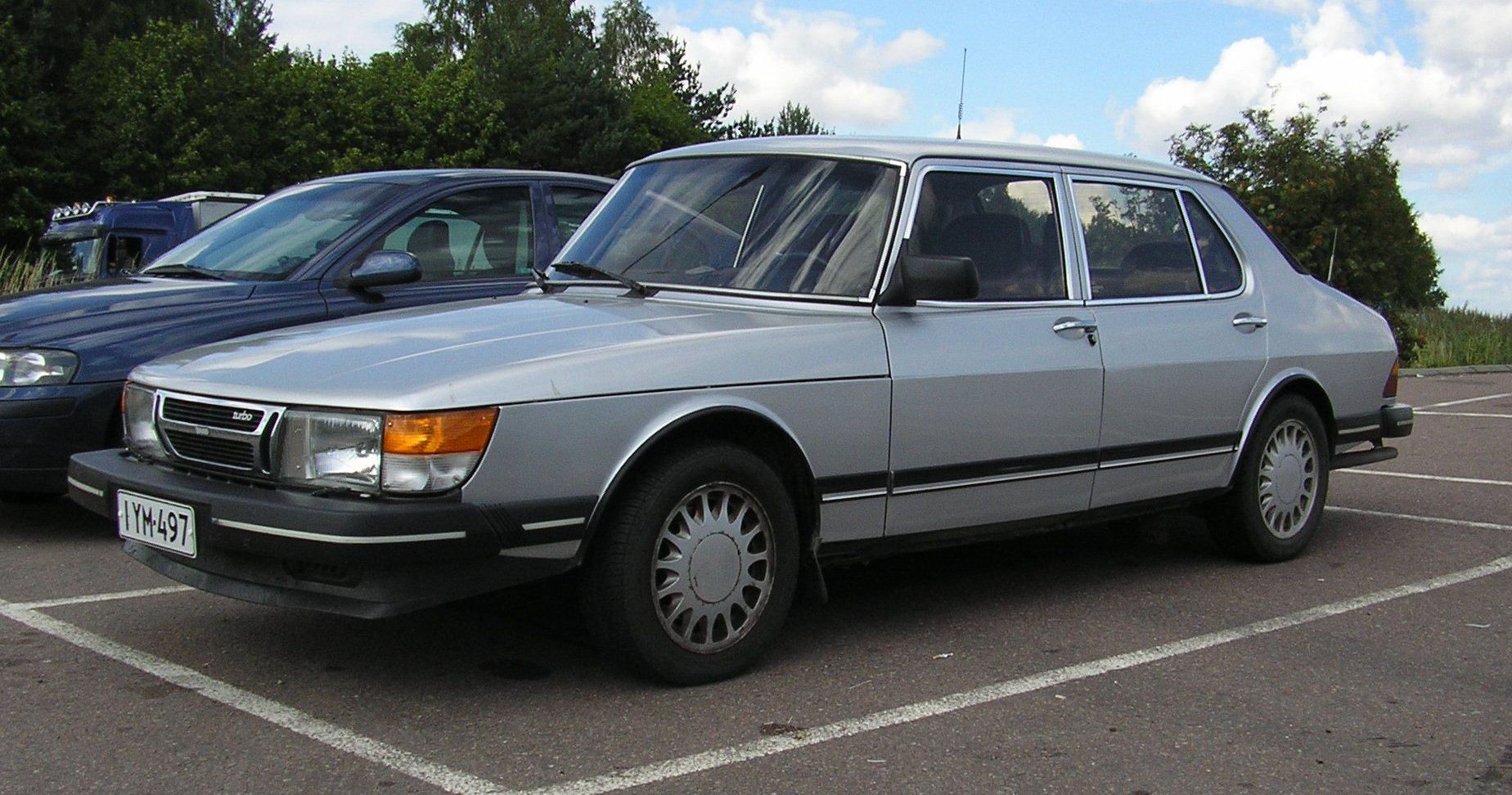
ساب طراز 900

كومبي كوبيه هو مصطلح تسويقي تستخدمه شركة ساب لوصف السيارات ذات الهاتشباك الخلفية المنحدرة مثل الكوبيه. المصطلح ينضم إلى المصطلح الأوروبي "combi" (ستيشن واغن) مع coupé.
يجمع التصميم بين وظائف هاتشباك وظهورالجزء الخلفي من السيارة الذي يحتوي على منحدر واحد من السقف إلى الذيل. وفقًا لسيارة هاتشباك، تشتمل مركبات الكوبيه على مساحة مشتركة للركاب والبضائع.

## ألاصل
وضع المصطلح بيورن إنفال وقدمه لأول مرة مع ساب 99 عام 1974.
أيضًا إتاحة هاتشباك لمجموعة طراز ساب96 / ساب95 وأنشأ إنفال ( Envall )النموذج الأولي ساب 98. تم تطبيق مصطلح «كومبي كوبيه» لاحقًا على تشكيلة طراز ساب 900, كما صنعت فولفو نموذجًا أوليًا لكوبيه كومبي.

## نماذج حديثة
في معرض باريس للسيارات عام 2010، عرضت ساب النماذج التي أشارت إلى أن ساب 9-3 الذي سيكون متاحًا كوبيه كومبي. ومنذ ذلك الحين تم التأكيد على أن ساب 9-3 ستكون متاحة على شكل كومبي كوبيه وقابلة للتحويل وكروس أوفر.